# Yaron Mayer
Yaron Mayer (ur. 1959) – izraelski dyplomata i urzędnik.
Był pracownikiem wydziałów MSZ zajmujących się Ameryką Północną (1993-1995) oraz Europą Środkową i Eurazją (1999-2001). Pełnił również funkcję zastępcy dyrektora wydziału ds. Azji Południowowschodniej (2005-2008).
Karierę w dyplomacji rozpoczynał jako pierwszy sekretarz ambasady na Węgrzech (1995-1999). W latach 2001–2005 pracował w ambasadzie w Indiach, początkowo jako rzecznik prasowy (2001-2003), następnie zaś jako radca (2003-2005).
Obecnie (2011) jest ambasadorem w Birmie.